# Грашот (Висконсин)
Грашот (енгл. Gratiot) град је у америчкој савезној држави Висконсин.

## Демографија
По попису из 2010. године број становника је 236, што је 16 (-6,3%) становника мање него 2000. године.
| Група             | 2000.       | 2010.       |
| Белци             | 250 (99,2%) | 231 (97,9%) |
| Афроамериканци    | 1 (0,4%)    | 0 (0,0%)    |
| Азијати           | 0 (0,0%)    | 1 (0,4%)    |
| Хиспаноамериканци | 0 (0,0%)    | 0 (0,0%)    |
| Укупно            | 252         | 236         |